# Карламанбаш
Карламанбаш (баш. Ҡарлыманбаш) — деревня в Кармаскалинском районе Башкортостана, входит в состав Старобабичевского сельсовета.

## История
В период существования Башкиро-мещерякского казачьего войска Карламанбаш, относившийся в прошлом к Дуван-Табынской волости, в первой половине XIX в. состоял во второй юрте 7-го башкирского кантона.

## Население
| 2002 | 2009 | 2010 |
| ---- | ---- | ---- |
| 224  | ↗231 | ↘204 |

Национальный состав
Согласно переписи 2002 года, преобладающая национальность — башкиры (100 %).

## Географическое положение
Расстояние до:
- районного центра (Кармаскалы): 13 км,
- центра сельсовета (Старобабичево): 6 км,
- ближайшей ж/д станции (Карламан): 25 км.

## Религия
В деревне есть мечеть «Абдулла».

## Известные уроженцы
- Исангулов, Фарит Ахмадуллович (6 марта 1928 — 20 мая 1983) — башкирский писатель.